# Hanover (Maine)
Hanover – miasto w Stanach Zjednoczonych, w stanie Maine, w hrabstwie Oxford.